# Cyclisation de Volhard-Erdmann
La cyclisation de Volhard-Erdmann est une synthèse organique de thiophènes alkylé ou arylé par cyclisation de succinate de disodium, ou d'autres composés difonctionnels 1,4 (acides γ-oxo, 1,4-dicétones, esters de chloroacétyle), avec l'heptasulfure de phosphore. La réaction tient son nom de ses découvreurs, Jacob Volhard et Hugo Erdmann.
Ci-dessous, la synthèse du 3-méthylthiophène à partir de l'acide itaconique :